# Alpha Mission II
Alpha Mission II, noto in Giappone come ASO II: Last Guardian (ASOII ~ラスト·グーヂイアン~?, ASO II: Rasuto Gādian), è un videogioco arcade di tipo sparatutto a scorrimento sviluppato e pubblicato nel 1991 dalla SNK.
È il seguito del meno noto Alpha Mission del 1985, titolo ispirato al popolare Xevious della Namco. Alpha Mission II ripropone il medesimo concetto di gioco con le dovute modernizzazioni tecnologiche ed un mecha design d'eccezione.

## Modalità di gioco
Alpha Mission II prevede un gameplay simile a quello del predecessore: visuale aerea e scorrimento verticale verso l'alto, con l'astronave del giocatore che contrasta nemici su due livelli, ovvero le navicelle nemiche che volano a pari altezza (attaccate con i cannoni laser) e i mezzi bellici presenti sul suolo (attaccati con dei missili aria-superficie).
Come in Alpha Mission, la caratteristica principale è l'assenza della classica bomba che distrugge tutti i nemici presenti sullo schermo a favore della presenza di "armature", ovvero delle parti appendice che si collegano all'astronave del giocatore e munite di armi altamente distruttive; le armi dell'armatura hanno un utilizzo limitato legato ad una barra presente sul lato dello schermo del giocatore, che va diminuendo man mano che il giocatore utilizza le armi speciali o se il giocatore viene colpito: infatti l'ulteriore funzione dell'armatura è proprio quella di proteggere l'astronave.
Ad inizio partita è possibile scegliere una tra due modalità di configurazione dei tasti: con il "Tipo A" si utilizza il primo pulsante per sparare contemporaneamente laser e missili o per confermare la selezione di una delle armature disponibili, con il secondo pulsante si utilizza la particolare arma dell'armatura che si sta montando in quel momento e con il terzo pulsante si apre/chiude il menu delle armature a disposizione; con il "Tipo B" si utilizza il primo pulsante per sparare laser o per confermare l'armatura del menu, il secondo pulsante per sparare missili ed il terzo pulsante per aprire/chiudere il menu delle armature.
Durante la sessione è possibile distruggere degli innocui droni, sia volanti, sia presenti sulla superficie, i quali emettono dei bonus. I droni volanti generalmente emettono power-up che scorrono verso il basso e che possono essere colpiti dal laser del giocatore per riportarli in alto e cambiarli di tipologia; i bonus identificati dalle lettere "S" aumentano la velocità dell'astronave, gli "L" aumentano la quantità di laser sparato, gli "M" aumentano la quantità di missili sparati, i "G" fanno ottenere crediti, utili a fine livello per acquistare armature in un apposito negozio. Talvolta possono anche rilasciare dei malus di colore blu con le rispettive lettere rovesciate, che causano un downgrade delle potenzialità dell'astronave. I droni di terra liberano bonus "G" (crediti), "K" (se si perde una vita la nuova astronave mantiene tutte le potenzialità della precedente distrutta), "E" (recupera energia  per l'armatura che si sta utilizzando) oppure componenti delle varie armature, collezionando i quali si ottiene nell'inventario l'armatura completa (ogni armatura si ottiene recuperando tre componenti).
In ogni livello sono presenti più boss. Alla fine di ogni livello si ottengono crediti aggiuntivi in base al risultato.

### Armature
- Laser – Questa armatura aumenta la gittata del laser dell'astronave ed ha a disposizione un attacco con raggio laser molto potente realizzabile lasciando premuto il primo pulsante. Vanta un'ottima autonomia ma non è una buona scelta per attaccare nemici sulla superficie. Costo: 40 G.
- Side – Armatura dotata di cannoni laser aggiuntivi sui lati che mirano automaticamente ai nemici più vicini sul loro lato; è un'ottima scelta contro orde di astronavi e contro i missili guidati. Costo: 50 G.
- Homing – Armatura che permette di sparare contemporaneamente sei missili guidati aria-superficie; ovviamente è utile solamente contro nemici di terra. Costo: 60 G.
- Shotgun – Spara ondate di energia contro i nemici di terra. Non è molto potente ed è più utile contro numerosi nemici deboli che non contro i boss. Ha una buona autonomia. Costo: 70 G.
- Bubble – Armatura che al posto del laser spara bolle altamente distruttive. È un'ottima scelta contro i boss, ma non certo contro gli stormi di astronavi, in quanto non è possibile sparare una bolla fintanto che ne è presente un'altra nello schermo. Costo: 80 G.
- Shield – Come suggerisce il nome, questa armatura è la più difensiva di tutte, in quanto crea uno scudo di energia attorno all'astronave del giocatore e l'armatura perde pochissima energia dai colpi subiti; inoltre è possibile sparare sfere laser con un effetto a spirale, anche se questa arma toglie molta energia all'armatura. Di contro la grande dimensione dello scudo rende più facile la collisione dello stesso contro i proiettili nemici. Costo: 90 G.
- Black Hole – Potente arma che crea buchi neri che eliminano qualsiasi nemico o proiettile vada in collisione con esso. Costo: 100 G.
- Nuclear – È l'armatura con la seconda arma più distruttiva del gioco: permette di sparare un unico missile nucleare che vanta un ampio raggio di esplosione ed una grande forza. Costo: 110 G.
- Fire – Armatura che al posto del laser utilizza un potentissimo lanciafiamme in grado di eliminare qualsiasi nemico in aria e a terra e tutti i proiettili; ha una grandissima potenza distruttiva ed è ottimo anche per affrontare i boss. Costo: 120 G.
- Phoenix – Questa armatura crea un'entità di fiamme a forma di fenice che protegge l'astronave del giocatore, ma è anche una potentissima arma d'offesa. Consuma molta energia dell'armatura. Costo: 130 G.
- Thunder – È l'armatura con l'arma più potente del gioco: se la si utilizza l'astronave del giocatore si muoverà rapidamente verso il centro dello schermo e secernerà scariche elettriche su tutta l'ampiezza dello schermo, annientando o indebolendo qualsiasi nemico; ogni utilizzo toglie un terzo dell'energia dell'armatura. Costo: 150 G.

## Accoglienza
In Giappone, la rivista Game Machine elencò Alpha Mission II nel numero del 1º maggio 1991 come l'unità arcade di maggior successo del mese. Sin dalla sua uscita nelle sale giochi, il titolo ha ricevuto un'accoglienza generalmente positiva da parte della critica.